# Demerara (fleuve)
Pour les articles homonymes, voir Demerara.
Le Demerara est un fleuve du Guyana.

## Géographie
Il parcourt 346 km depuis les forêts tropicales du sud du pays jusqu'à son embouchure dans l'océan Atlantique. La capitale, Georgetown, se trouve sur la rive droite de l'estuaire. 
La navigation sur le fleuve par les vaisseaux océaniques est réalisable jusqu'à Linden, à 105 km de l'embouchure. Le fleuve est caractérisé d'une teinte brunâtre à cause du limon charrié par le cours d'eau.